# Trichorhina pallida
Trichorhina pallida là một loài chân đều trong họ Platyarthridae. Loài này được Barnard miêu tả khoa học năm 1960.